# Старобинец, Анна Альфредовна
А́нна Альфре́довна Староби́нец (род. 25 октября 1978[…], Москва) — российская журналистка и писательница, сценарист. Автор книг «Переходный возраст», «Убежище 3/9» и «Резкое похолодание». Один из немногих русскоязычных авторов, постоянно работающих в жанре ужасов. Произведения Старобинец переведены на английский, французский и испанский языки. Работы автора неоднократно попадали в списки номинантов на международные литературные премии в области фантастики.

## Биография
Родилась в Москве 25 октября 1978 года в семье Альфреда Евгеньевича Старобинца (род. 1935, ведущий научный сотрудник Всероссийского научно-исследовательского геологического нефтяного института, заведующий сектором методики поисковых работ) и Эмилии Яковлевны Невельской (род. 1941, в прошлом программист).
Училась в востоковедческом лицее, потом на филологическом факультете МГУ.
По окончании МГУ устроилась в газету «Время новостей». С тех пор занимается журналистской деятельностью.
В разные периоды работала в следующих изданиях: «Время новостей», «Газета.ру», «Аргументы и факты», «Эксперт», «Гудок». Работала журналистом и редактором отдела культуры. Работала в журнале «Русский репортёр». Кроме того, пишет сценарии для кино и телевидения.
В марте 2014 года вместе с мужем Александром Гарросом подписала обращение против политики российской власти на востоке Украины и в Крыму.
В марте 2022 году в связи с российским вооружённым вторжением на Украину покинула страну вместе с детьми, заявив: «Возможно, так я буду полезней для свержения режима, чем в тюрьме или с заткнутым ртом». Проживает в Грузии.
Давая интервью изданию "Радио Свобода" в сентябре 2023 года заявила что для нее Россия сейчас это "нора в которую нассала лиса". 

## Семья
Вдова писателя Александра Гарроса, растит дочь и сына.

## Награды и премии
Роман «Живущий» в 2012 году получил украинскую премию «Портал» в номинации «Крупная форма». Повесть «Переходный возраст» в 2013 году была награждена премией «Нокт» (исп. Premios Nocte) от испанской Ассоциации писателей хоррора (исп. Asociación Española de Escritores de Terror) как лучший зарубежный рассказ или повесть. В 2014 году сборник «Икарова железа» стал первым в номинации «Нацбест–начало», учреждённой в том же году для награждения авторов моложе 35 лет в рамках российского литературного конкурса «Национальный бестселлер».
В июле 2018 года стала лауреатом премии Европейского общества научной фантастики (ESFS) в номинации «Лучший писатель». Несмотря на это, она отметила, что современная российская литература представлена за рубежом только несколькими фамилиями (среди них — Прилепин и Сорокин), которые широко известны в узких кругах. Остальные писатели, по её мнению, остаются практически невидимыми: по большому счету, для Запада современная русская проза заканчивается где-то на Солженицыне, а конкретно фантастика — на Стругацких.
Роман «Лисьи броды» номинировался на премию «Новые горизонты» и был назван «Книгой года» журналом «Мир фантастики», многие другие издания также включили роман в число лучших книг 2022 года.

### Книги

#### Сборники
| Год публикации | Название                         | Издательство      | Источники            |
| -------------- | -------------------------------- | ----------------- | -------------------- |
| 2005           | Переходный возраст               | Лимбус Пресс      | [ 20 ] [ 21 ] [ 22 ] |
| 2008           | Резкое похолодание. Зимняя книга | Амфора            | [ 20 ] [ 23 ] [ 24 ] |
| 2013           | Икарова железа                   | АСТ               | [ 25 ] [ 26 ] [ 27 ] |
| 2016           | Зверский детектив                | Клевер медиа груп | [ 26 ]               |

#### Романы
| Год публикации | Название             | Издательство     | Источники                                 |
| -------------- | -------------------- | ---------------- | ----------------------------------------- |
| 2006           | Убежище 3/9          | Лимбус Пресс     | [ 21 ] [ 28 ]                             |
| 2010           | Первый отряд. Истина | АСТ, Астрель-СПб | [ 20 ] [ 29 ] [ 30 ]                      |
| 2011           | Живущий              | АСТ              | [ 21 ] [ 28 ] [ 31 ] [ 32 ] [ 33 ] [ 34 ] |
| 2017           | Посмотри на него     | Corpus           |                                           |
| 2022           | Лисьи Броды          | Рипол Классик    |                                           |

#### Произведения для детей
| Год публикации | Название               | Издательство      | Источники            |
| -------------- | ---------------------- | ----------------- | -------------------- |
| 2009           | Страна хороших девочек | Азбука-Классика   | [ 20 ] [ 21 ] [ 35 ] |
| 2011           | Котлантида             | Мир Детства Медиа | [ 20 ] [ 21 ] [ 35 ] |

### Средняя и малая форма

#### Повести
| Год публикации | Название           | Место публикации                           | Источники     |
| -------------- | ------------------ | ------------------------------------------ | ------------- |
| 2005           | Переходный возраст | Сборник «Переходный возраст»               | [ 22 ] [ 36 ] |
| 2008           | Домосед            | Сборник «Резкое похолодание. Зимняя книга» | [ 21 ]        |
| 2008           | Резкое похолодание | Сборник «Резкое похолодание. Зимняя книга» | [ 24 ]        |
| 2013           | Споки              | Сборник «Икарова железа»                   | [ 37 ]        |

### Рассказы
| Год публикации | Название       | Место публикации                           | Источники            |
| -------------- | -------------- | ------------------------------------------ | -------------------- |
| 2005           | Агентство      | Сборник «Переходный возраст»               | [ 38 ]               |
| 2005           | Живые          | Сборник «Переходный возраст»               | [ 22 ]               |
| 2005           | Правила        | Сборник «Переходный возраст»               | [ 38 ]               |
| 2005           | Семья          | Сборник «Переходный возраст»               | [ 38 ]               |
| 2005           | Щель           | Сборник «Переходный возраст»               | [ 38 ]               |
| 2005           | Я жду          | Сборник «Переходный возраст»               | [ 38 ]               |
| 2005           | Яшина вечность | Сборник «Переходный возраст»               | [ 38 ]               |
| 2008           | Неуклюжи       | Сборник «Резкое похолодание. Зимняя книга» | [ 39 ]               |
| 2008           | Прямо и налево | Сборник «Резкое похолодание. Зимняя книга» | [ 39 ]               |
| 2008           | В пекле        | Сборник «Резкое похолодание. Зимняя книга» | [ 39 ]               |
| 2009           | В хорошие руки | Журнал «Сноб» №12 (15)                     | [ 40 ]               |
| 2010           | Икарова железа | Проект «Сноб»                              | [ 27 ] [ 41 ]        |
| 2010           | Mercy Bus      | Сборник «Moscow Noir»                      | [ 21 ]               |
| 2012           | Поводырь       | Журнал «Сноб» №7—8 (47)                    | [ 26 ] [ 27 ] [ 42 ] |
| 2013           | Аргентус       | Сборник «Русские дети»                     | [ 43 ]               |
| 2013           | Граница        | Сборник «Икарова железа»                   | [ 27 ] [ 37 ]        |
| 2013           | Злачные пажити | Сборник «Икарова железа»                   | [ 37 ]               |
| 2013           | Паразит        | Сборник «Икарова железа»                   | [ 37 ]               |
| 2013           | Сити           | Сборник «Икарова железа»                   | [ 27 ] [ 37 ]        |

### Сценарии

#### Кино
| Год выхода на экран | Название               | Кинокомпания         | Источники                   |
| ------------------- | ---------------------- | -------------------- | --------------------------- |
| 2009                | Книга мастеров         | Walt Disney Pictures | [ 36 ] [ 44 ] [ 45 ]        |
| 2013                | Страна хороших деточек | ГЛАВКИНО             | [ 26 ] [ 46 ] [ 47 ] [ 48 ] |

2009                    Первый отряд

#### Телевидение
| Год выхода на экран | Название | Кинокомпания | Источники            |
| ------------------- | -------- | ------------ | -------------------- |
| 2013                | Толстые  | —            | [ 49 ] [ 50 ] [ 51 ] |

### Переводы
- 2012 — Zero («Живущий»), Atmosphere libri, Roma, Italia, traduzione di Roberto Lanzi.
- Зверский детектив (Книга вторая) / Dachs im dickicht Publisher: Fischer Verlag Германия
- Зверский детектив (Щипач)/ Plūktiņš Publisher: Zvaigzne Латвия
- Зверский детектив Publisher: Academic Press of Georgia, Грузия